# Amelangia
Amelangia è un genere estinto di pesci ossei appartenente alla famiglia Aeduellidae, vissuto nel Permiano inferiore (Asseliano) nella regione della Turingia, in Germania. Il genere è conosciuto esclusivamente attraverso un singolo esemplare fossile, descritto come Amelangia ornata.

## Etimologia
Il nome del genere Amelangia è dedicato a Andree Amelang di Stützerbach, vicino a Ilmenau, collezionista di fossili che ha scoperto l’olotipo. La denominazione specifica ornata deriva dal latino ornatus, in riferimento all’elaborata ornamentazione presente sull’operculum, suboperculum e raggio branchiostegale dell’animale.

## Descrizione
Amelangia ornata era un piccolo pesce osseo lungo circa 12 cm. La morfologia del cranio e del tronco anteriore è ben conservata nei due piani dell’impronta fossile, che mostra le pinne pettorali, pinne ventrali e la base della pinna dorsale. L’orbita era circondata posteriormente da tre piccoli infraorbitali, dorsalmente da un grande dermosfenotico, e anteriormente da un supraorbitale anteriore a forma di falce con creste distinte.
Sono presenti numerose ossa suborbitali e un sottile dermoiale davanti all’opercolo. La mascella superiore presenta una placca mascellare triangolare bassa, con una profondità pari a 3,1 volte la lunghezza totale della mascella. È presente un solo raggio branchiostegale. L’opercolo, il subopercolo e parte del raggio branchiostegale mostrano una scultura ornamentale composta da tubercoli evidenti.
Le pinne pettorali si articolano su un piccolo lobo coperto di scaglie. Alla base della pinna dorsale si osserva un campo di piccole scaglie. I segmenti dei lepidotrichi della pinna dorsale mostrano suture sigmoidee.

## Classificazione
Il fossile di Amelangia ornata proviene dall’area sportiva di Gehlberg, nella Foresta della Turingia. L’esemplare proviene dalla Formazione di Goldlauter Inferiore, risalente all’Asseliano, all’interno del Bacino della Foresta della Turingia.
Amelangia ornata rappresenta un nuovo taxon della famiglia Aeduellidae, un gruppo di pesci attinotterigi arcaici, ed è significativo per la comprensione della diversità degli attinotterigi durante il Permiano inferiore nell’Europa centrale. Le ornamentazioni ossee e la struttura delle pinne suggeriscono adattamenti distintivi rispetto ad altri membri del gruppo, come Aeduella blainvillei.